# История одного убийства (рассказ)
«История одного убийства» — рассказ русского писателя Александра Грина, написанный не позже 1909 года и впервые опубликованный в авторском сборнике «Рассказы» (1910 год).

## Сюжет и судьба текста
Александр Грин написал «Историю одного убийства» на основе собственных впечатлений от службы в российской армии. В этом рассказе всего трое персонажей — безымянный унтер-офицер, ефрейтор Цапля и рядовой Банников по прозвищу Машка. Цапля помыкает Машкой, а тот всё терпит; однако происходит инцидент, из-за которого рядовой затаивает обиду на ефрейтора. Когда Цапля решает подшутить над Машкой, стоящим в дозоре, и подкрадывается к нему ползком, тот использует это, чтобы безнаказанно убить ефрейтора.
Рассказ был написан не позже 1909 года и впервые опубликован в 1910 году, в авторском сборнике «Рассказы». Биограф Грина Алексей Варламов отмечает, что в этом произведении Грин ещё только искал свой стиль; при этом рассказ выглядит очень зрелым, и, если судить по нему, Грин мог бы стать первоклассным писателем-реалистом.